# Calocalanus
Genre
Calocalanus est un genre de crustacés copépodes de l'ordre des Calanoida et de la famille des Calocalanidae.
Pour World Register of Marine Species (WoRMS), le taxon fait partie de la famille des Paracalanidae Giesbrecht, 1893.

## Liste des espèces
- Calocalanus adriaticus Shmeleva, 1965
- Calocalanus contractus Farran, 1926
- Calocalanus elegans Shmeleva, 1965
- Calocalanus longisetosus Shmeleva, 1965
- Calocalanus neptunus Shmeleva, 1965
- Calocalanus ovalis Shmeleva, 1965
- Calocalanus pavo (Dana, 1852) (type)
- Calocalanus pavoninus Farran, 1936
- Calocalanus plumatus Shmeleva, 1965
- Calocalanus styliremis Giesbrecht, 1888